# 约翰尼·沃克
约翰尼·沃克（1924年？- 2003年7月29日），是一位印度喜剧演员，曾演了约300部电影。
他生于英属印度印多尔。 父亲失业后，他全家搬到孟买。约翰尼·沃克後來成為公交车售票员。工作期間，他喜歡用搞笑的方式报站，而且經常逗乘客开心。 
约翰尼·沃克崇拜诺莫哈末·查烈，并經常模仿他的動作。有一次，有位演員被约翰尼·沃克的滑稽动作逗乐了，便将他介绍给演员兼导演古魯·度特。 
他曾获得印度电影观众奖最佳男配角奖以及印度电影观众奖最佳喜剧演员奖。